# Norikura-dake
Der Norikura-dake (jap. 乗鞍岳) ist ein potentiell aktiver Vulkan im Hida-Gebirge und mit einer Höhe von 3026 m der dritthöchste Vulkan und die elfthöchste Erhebung Japans. Er liegt in den Präfekturen Nagano und Gifu und ist einer der 100 berühmten japanischen Berge (Hyakumeizan).

## Geschichte
Die Erstbesteigung des Norikura-dake wird dem Mönch Enkū um 1860 zugeschrieben. Als erster nicht-Japaner erreichte der Engländer William Gowland 1878 den Gipfel. Am 4. Dezember 1934 wurde das Gebiet um den Norikura-dake Teil des Chūbu-Sangaku-Nationalparks, einem der ersten Nationalparks in Japan.

## Galerie

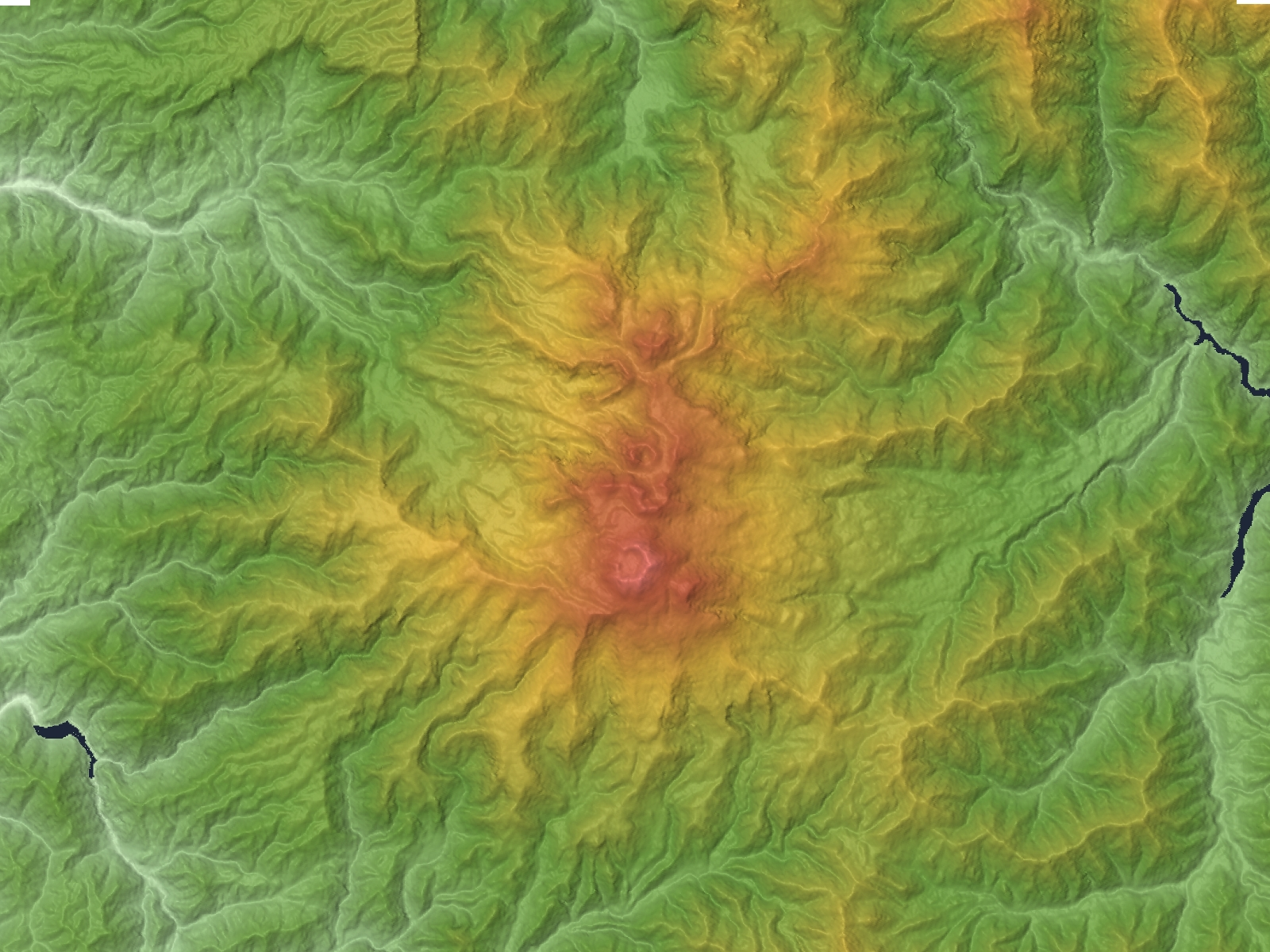
Relief des Norikura-dake Schichtvulkans
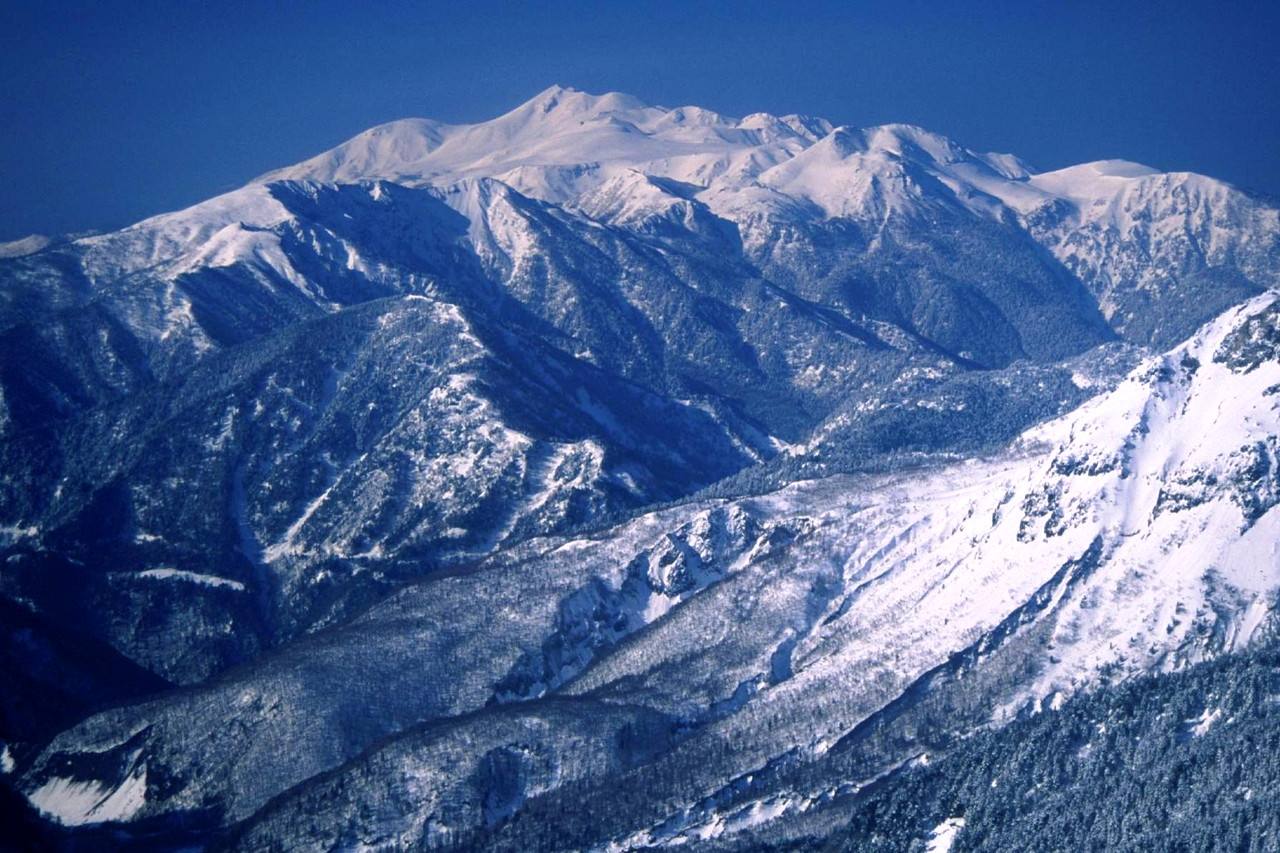
Blick auf Norikura-dake von Hotaka-dake im Winter
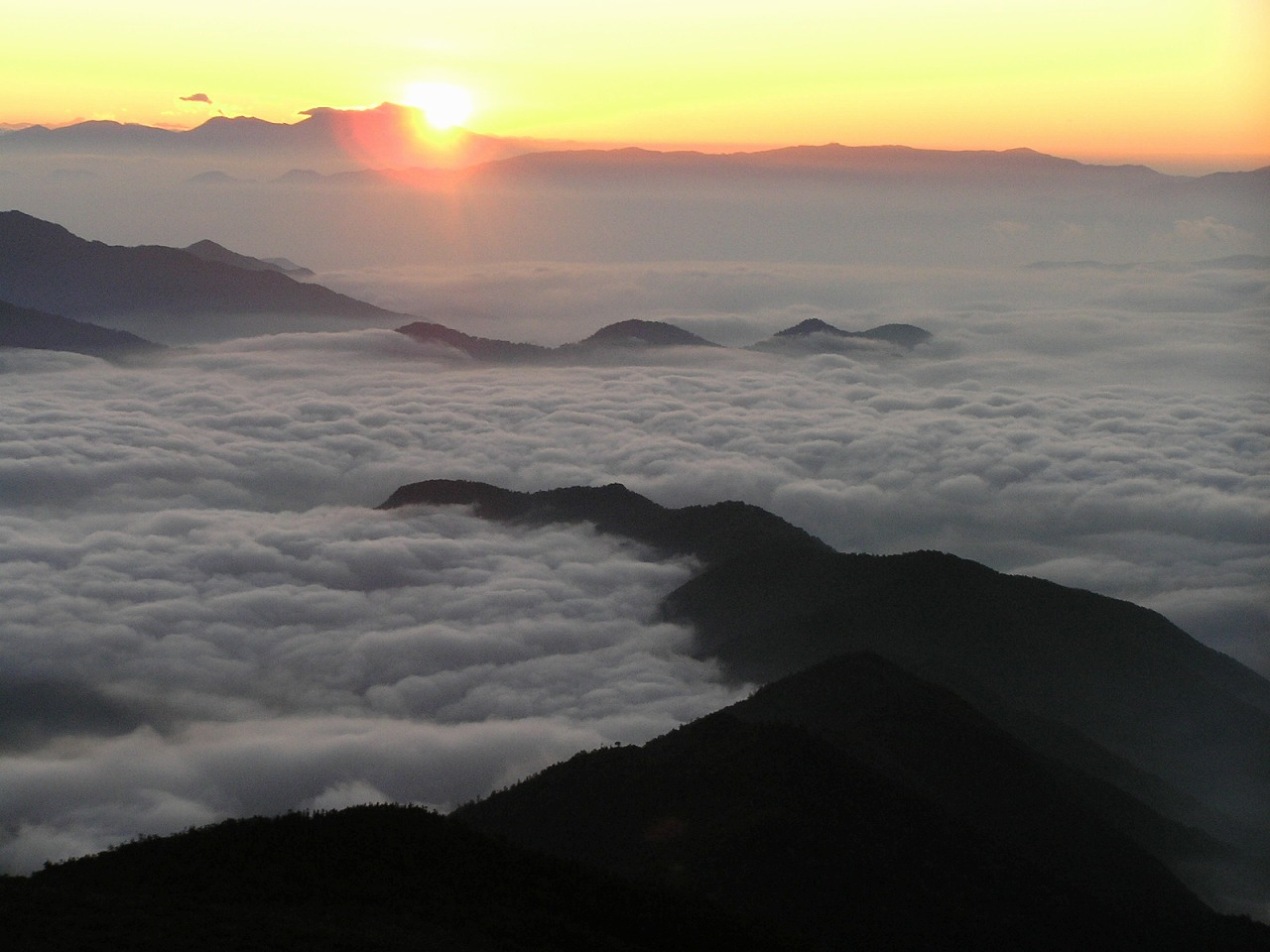
Sonnenaufgang auf Norikura-dake
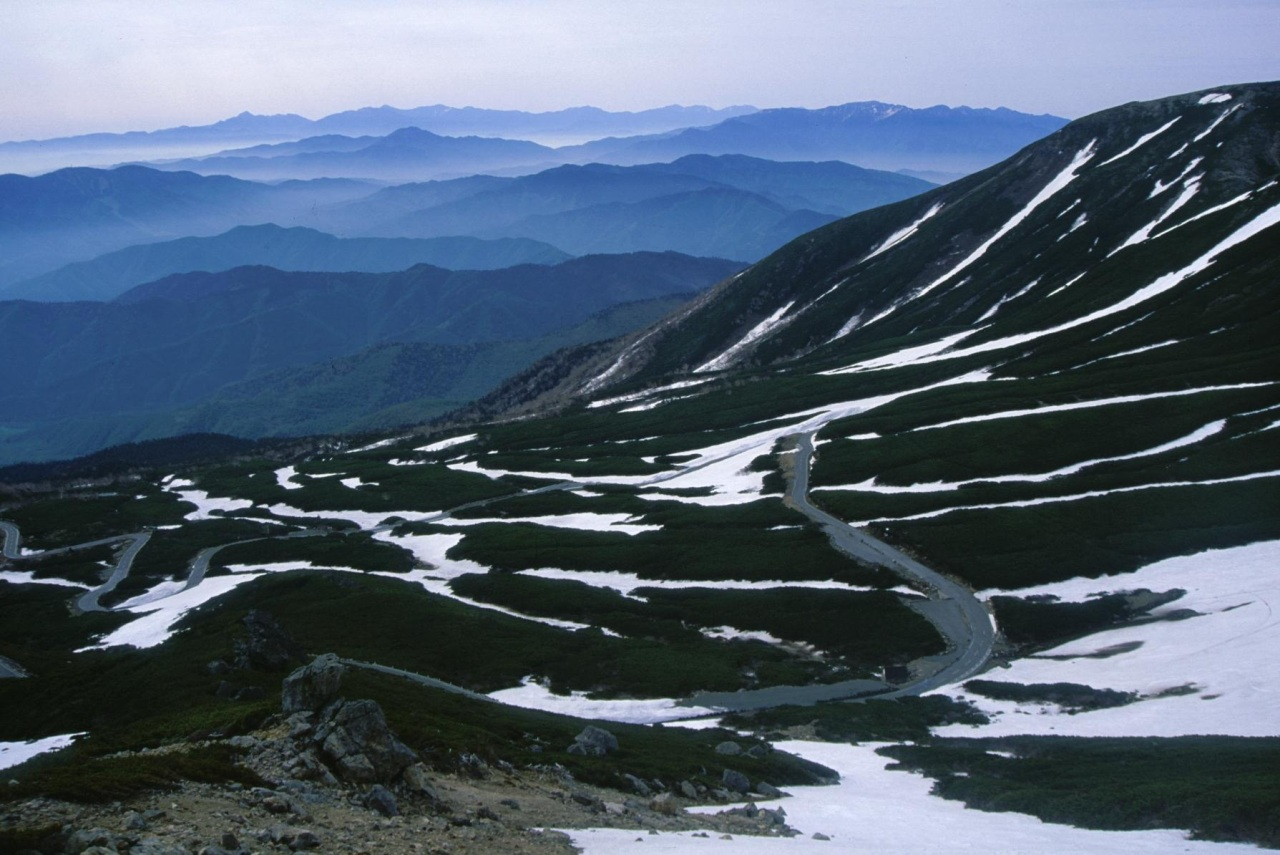
Blick auf das Akaishi-Gebirge und die Kiso-Berge von Norikura-dake
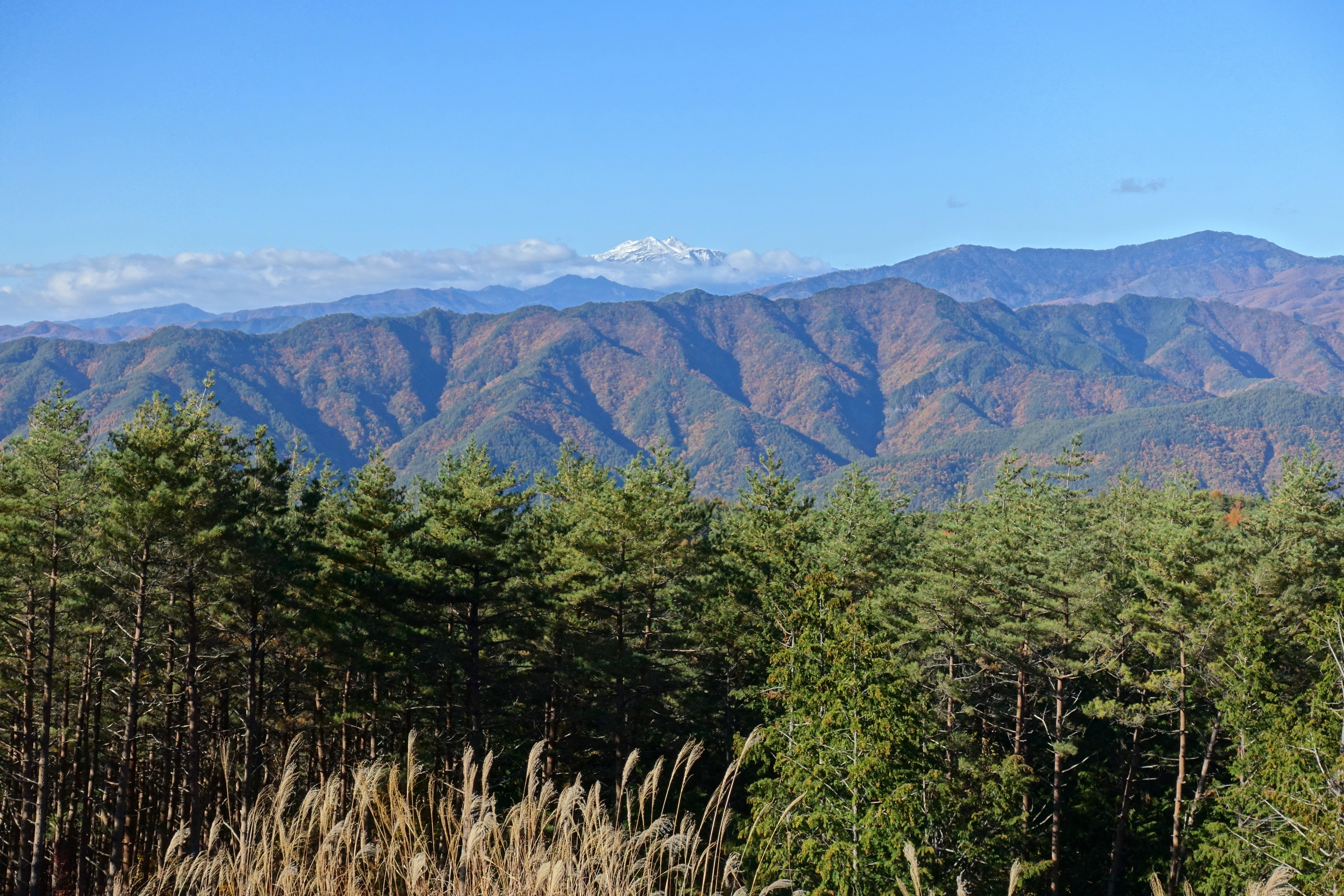
Blick vom Kiso-Tal auf den Norikura-dake